# پنج‌تن شهید
پنج‌تن‌شهید، روستایی از توابع بخش مرکزی شهرستان نقده در استان آذربایجان غربی ایران است.

## جمعیت
این روستا در دهستان بیگم‌قلعه قرار دارد و براساس سرشماری مرکز آمار ایران در سال ۱۳۸۵، جمعیت آن ۱۷۶ نفر (۴۲ خانوار) بوده‌است.